# Докери, Мишель
Мише́ль До́кери (англ. Michelle Dockery, род. 15 декабря 1981) — британская актриса и певица, получившая известность после выхода сериала «Аббатство Даунтон», в котором она исполнила одну из главных ролей. Номинантка на премии «Эмми» и «Золотой глобус».

## Ранние годы
Мишель Докери родилась и выросла в Эссексе. У неё есть две старшие сестры, Луиза и Джоан. Получив среднее образование в школах Chadwell Heath Academy и Finch Stage School, Докери поступила в Гилдхоллскую школу музыки и театра, которую закончила в 2004 году с золотой медалью за достижения в драме.

## Карьера

### Кино
В 2005 году Докери дебютировала на экране в фильме «Бархатные пальчики», а в следующем году снялась в телефильме «Санта-Хрякус», экранизации одноимённого романа Терри Пратчетта.
Докери добилась наибольшей известности благодаря роли леди Мэри Кроули в телесериале «Аббатство Даунтон», где она снималась с 2010 по 2015 год. Она получила хорошие отзывы критиков, а также несколько наград и номинаций, включая номинации на Премию «Эмми» за лучшую женскую роль в драматическом телесериале в 2012 году, в 2013 году и в 2014 году. Также она была номинирована на премию «Золотой глобус» за лучшую женскую роль в телевизионном сериале — драма за свою роль в шоу.
Также с 2011 по 2015 год актрису можно было увидеть в таких картинах, как «Ханна. Совершенное оружие», «Анна Каренина», «Воздушный маршал» и «Вне/себя». В 2017 году Докери исполнила одну из главных ролей в мини-сериале «Забытые Богом», за которую была номинирована на премию «Эмми» в категории «Лучшая женская роль в мини-сериале или фильме».
В 2019 году вышло продолжения сериала «Аббатство Даунтон», в этом фильме Докери вернулась к роли, сделавшей её знаменитой. В 2020 году вышла криминальная комедия Гая Ричи «Джентльмены» о столкновении талантливого выпускника Оксфорда с влиятельным кланом миллиардеров из США. Помимо Мишель Докери в фильме снялись Мэттью Макконахи, Чарли Ханнэм, Хью Грант, Колин Фаррелл и Генри Голдинг. Актриса исполнила в фильме роль Розалинд, жены главного героя (Мэттью Макконахи). Гай Ричи оказался большим поклонником сериала «Аббатство Даунтон», поэтому и решил пригласить актрису в свою картину.

«Розалинд — подлинный матриарх предприятия, возглавляемого её супругом. И в нашем случае ещё не известно, кто из них главнее. Если Микки — своеобразный ковбойский Цезарь, то Розалинд, без сомнений, британская Клеопатра». — Гай Ричи, режиссёр фильма «Джентльмены»

### Театр

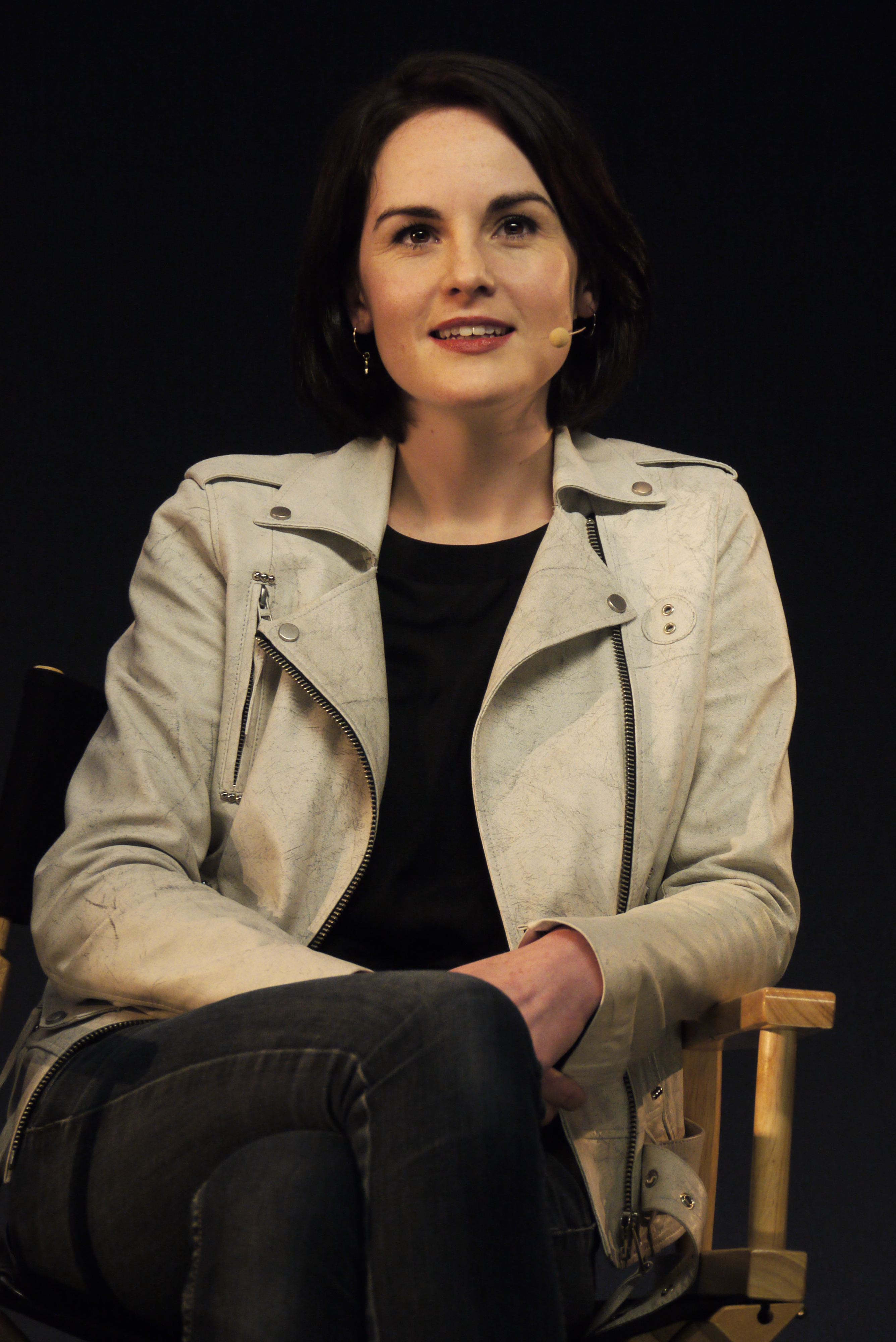
Докери в 2013 году на рекламном мероприятии телесериала «Аббатство Даунтон»

Одно время Мишель Докери была членом Национального молодёжного театра. Её театральный дебют состоялся в 2004 году в Королевском национальном театре в постановке «Тёмные начала»: адаптации одноимённой трилогии романов Филипа Пулмана. В 2006 году актриса была номинирована на премию Яна Чарльсона за свою роль Дины Дорф в «Столпах вечности», исполненную в Национальном театре. Там же она сыграла в пьесе «Утомленные солнцем», за что получила премию Лоренса Оливье в категории «Лучшая женская роль второго плана».
За роль Элизы Дулиттл в спектакле «Пигмалион» Питера Холла в Королевском театре в Бате Докери получила вторую премию Яна Чарльсона, а также была номинирована на премию «Лучший новичок» на церемонии вручения премии Evening Standard Awards в 2008 году.
Также Докери играла в постановке пьесы А. П. Чехова «Дядя Ваня».
А в 2010 году актриса сыграла Офелию в «Гамлете» в театре «Крусибл» вместе с Джоном Симмом.

### Другое
В свободное от актёрской игры время Мишель Докери — джазовая певица. Она не раз выступала в известном лондонском джаз-клубе Ронни Скотта, а также на нескольких фестивалях. Время от времени она сотрудничает с коллегой по фильму «Аббатство Даунтон» Элизабет Макговерн и её группой Sadie and the Hotheads.
Мишель хорошо танцует и играет на гитаре, а также в течение многих лет занимается благотворительностью.
Компания «Aspinal of London» создала линию сумок для мужчин и женщин имени Мишель Докери. Брэнд является фаворитом принцессы Уэльской Кэтрин и её сестры Пиппы Миддлтон.

## Личная жизнь
С 2019 года Докери состоит в отношениях с Джаспером Уоллер-Бриджем, братом Фиби Уоллер-Бридж. Они объявили о помолвке в январе 2022 года. Поженились 23 сентября 2023 года.

## Фильмография
| Год       |     | Русское название             | Оригинальное название                    | Роль                               |
| --------- | --- | ---------------------------- | ---------------------------------------- | ---------------------------------- |
| 2005      | с   | Бархатные пальчики           | Fingersmith                              | Бетти                              |
| 2006      | тф  | Санта-Хрякус                 | Hogfather                                | Сьюзан Сто Гелитская / Смерть Крыс |
| 2007      | тф  | —                            | Consent                                  | Мел]                               |
| 2007      | с   | Дэлзил и Пэскоу              | Dalziel and Pascoe                       | Эйми Хоббс                         |
| 2008      | тф  | Поппи Шекспир                | Poppy Shakespeare                        | Дон                                |
| 2008      | с   | Биение сердца                | Heartbeat                                | Сью Паджетт                        |
| 2009      | тф  | Красный райдинг: 1974        | Red Riding: In the Year of Our Lord 1974 | Кэтрин Тейлор                      |
| 2009      | тф  | Красный райдинг: 1983        | Red Riding: In the Year of Our Lord 1983 | Кэтрин Тейлор                      |
| 2009      | тф  | Храброе сердце Ирены Сендлер | The Courageous Heart of Irena Sendler    | Эва Розенфельд                     |
| 2009      | с   | Воскрешая мёртвых            | Waking the Dead                          | Джемма Моррисон                    |
| 2009      | с   | Возвращение в Крэнфорд       | Return to Cranford                       | Эрминия Уайт                       |
| 2009      | тф  | Поворот винта                | The Turn of the Screw                    | Энн                                |
| 2010      | кор | —                            | Spoiler                                  | девушка-гот                        |
| 2010      | кор | —                            | Shades of Beige                          | Джоди                              |
| 2010—2015 | с   | Аббатство Даунтон            | Downton Abbey                            | леди Мэри Кроули                   |
| 2011      | ф   | Ханна. Совершенное оружие    | Hanna                                    | фальшивая Марисса                  |
| 2012      | кор | Вне времени                  | Out of Time                              | Кристин                            |
| 2012      | с   | Пустая корона                | The Hollow Crown                         | Кейт Перси                         |
| 2012      | ф   | Анна Каренина                | Anna Karenina                            | княгиня Мягкая                     |
| 2012      | тф  | Неспокойная                  | Restless                                 | Рут Гилмартин                      |
| 2012      | мс  | Американский папаша!         | American Dad!                            | рассказчица                        |
| 2013      | мс  | Гриффины                     | Family Guy                               | британка                           |
| 2014      | кор | —                            | Tough Justice                            | н/д                                |
| 2014      | ф   | Воздушный маршал             | Non-Stop                                 | Нэнси Хоффман                      |
| 2015      | ф   | Вне/себя                     | Self/less                                | Клэр Хейл                          |
| 2016—2017 | с   | Хорошее поведение            | Good Behavior                            | Летти Рейнс                        |
| 2017      | ф   | Предчувствие конца           | The Sense of an Ending                   | Сьюзи Уэбстер                      |
| 2017      | с   | Энджи Трайбека               | Angie Tribeca                            | Виктория Нова                      |
| 2017      | с   | Забытые Богом                | Godless                                  | Элис Флетчер                       |
| 2019      | мс  | Тука и Берти                 | Tuca & Bertie                            | леди Нетерфелд                     |
| 2019      | ф   | Аббатство Даунтон            | Downton Abbey                            | леди Мэри Кроули                   |
| 2019      | ф   | Джентльмены                  | The Gentlemen                            | Розалинд Пирсон                    |
| 2020      | с   | Защищая Джейкоба             | Defending Jacob                          | Лори Барбер                        |
| 2020—2022 | мс  | Амфибия                      | Amphibia                                 | леди Оливия                        |
| 2022      | с   | Анатомия скандала            | Anatomy of Scandal                       | Кейт Вудкрофт                      |
| 2022      | ф   | Аббатство Даунтон: Новая эра | Downton Abbey: A New Era                 | леди Мэри Кроули                   |
| 2023      | ф   | Пацан против всех            | Boy Kills World                          | Мелани ван дер Кой                 |
| 2024      | ф   | Одни из нас                  | Please Don't Feed the Children           | Клара                              |
| 2024      | ф   | Тогда. Сейчас. Потом         | Here                                     | Полин Хартер                       |
| 2025      | ф   | Особо опасный пассажир       | Flight Risk                              | Мэделин Харрис, агент ФБР          |
| 2025      | ф   | Аббатство Даунтон 3          | Downton Abbey: The Grand Finale          | леди Мэри Кроули                   |